# Акватинта

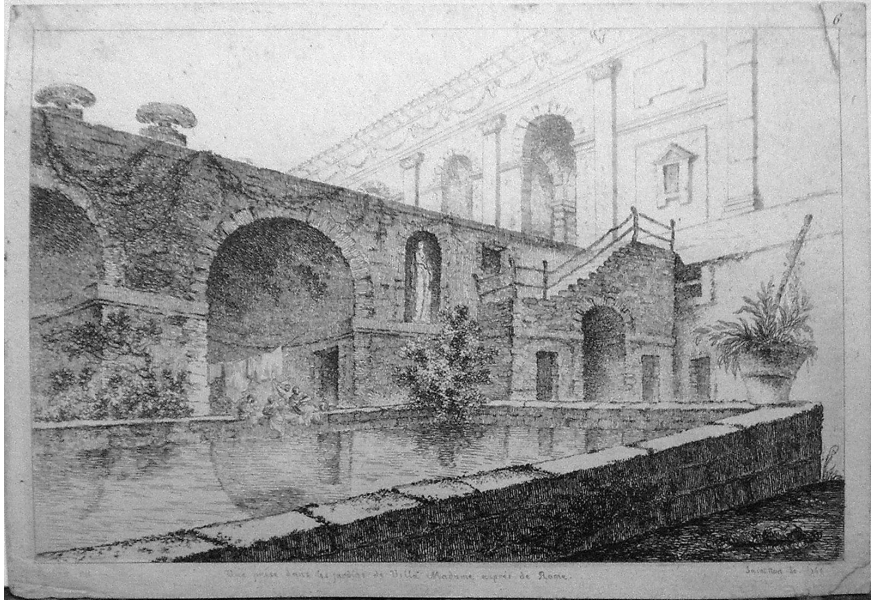
Жан Клод Рішар, акватинта «Вілла Мадама», 1765 рік

Акватинта (італ. aqua — вода і італ. tinto — чорнило) — метод гравіювання на металі, заснований на протравлюванні азотною кислотою поверхні металевої пластини з накладеним асфальтовим чи каніфольним шаром кислотостійкого ґрунту, у якому продряпано голкою зображення. Зображення також може наноситися за допомогою пензля кислотостійким лаком, або сучасними фотополімерними матеріалами. Технікою акватинти художник намагається досягти на папері враження розмитого рисунка тушшю чи аквареллю.